# Ædru-nysgerrig
Ædru-nysgerrig (eller som på engelsk sober curious) er en livsstil med ingen eller begrænset indtag af alkohol, som fra sidste halvdel af 2010'erne har spredt sig, især blandt folk fra Generation Y. Betegnelsen stammer fra Ruby Warringtons bog fra 2019 med titlen Sober Curious. Livsstilen adskiller sig fra traditionel afholdenhed ved ikke at være motiveret af askese, religiøs fordømmelse af alkohol eller tidligere alkoholmisbrug, men i stedet af en nysgerrighed mod mere ædru livsstil. Producenter af drikkevarer har reageret på den kulturelle strømning med at udbyde et større udvalg af alkoholfri varer.